# Xã New Rockford, Quận Eddy, Bắc Dakota
Xã New Rockford (tiếng Anh: New Rockford Township) là một xã thuộc quận Eddy, tiểu bang Bắc Dakota, Hoa Kỳ. Năm 2010, dân số của xã này là 81 người.